# Eupithecia sinuata
Eupithecia sinuata är en fjärilsart som beskrevs av Mcdunnough 1949. Eupithecia sinuata ingår i släktet Eupithecia och familjen mätare. Inga underarter finns listade i Catalogue of Life.